# Santiago Bernabéu

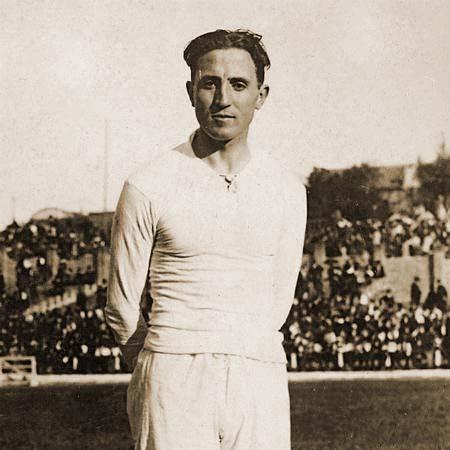
Santiago Bernabéu, Real Madrid

Santiago Bernabéu Yeste (* 8. Juni 1895 in Almansa; † 2. Juni 1978 in Madrid) war ein spanischer Fußballspieler und -funktionär. Von 1943 bis 1978 war er Präsident von Real Madrid.

## Leben
Santiago Bernabéu wurde in Almansa geboren, zog jedoch bereits in seiner Kindheit mit seinen Eltern nach Madrid und trat 1909 im Alter von 14 Jahren der Jugendmannschaft von Real Madrid bei. 1912 spielte er erstmals für die erste Mannschaft des Vereins, deren Spielführer er bald darauf wurde. Nebenbei studierte er Jura und erhielt 1915 seine Zulassung als Rechtsanwalt. Bis zum Ende seiner aktiven Karriere im Jahr 1927 bestritt er 79 Spiele, schoss 69 Tore und gewann 1917 die Copa del Rey. In der spanischen Nationalmannschaft kam Bernabéu zu keinem Einsatz, obgleich er am 17. Dezember 1922 im Kader für das Länderspiel gegen Portugal in Lissabon stand.
Bernabéu blieb dem Verein anschließend in verschiedenen Funktionen verbunden. 1929 wurde er Sekretär der Junta Directiva und füllte dieses Amt bis 1935 aus. Nach dem Ausbruch des Spanischen Bürgerkrieges im Jahr 1936 suchte Bernabéu, der mit der Confederación Española de Derechas Autónomas sympathisierte, zwei Jahre lang in der französischen Botschaft Schutz. Anschließend ging er nach Frankreich ins Exil. In den letzten Monaten des Konflikts diente er als Gefreiter unter General Agustín Muñoz Grandes.
Als er nach dem Krieg seine Arbeit bei Real Madrid wieder aufnahm, fand er einen zerstörten Verein vor: Zahlreiche Spieler und Vorstandsmitglieder waren während des Krieges gefallen. Daher galt Atlético Madrid, umbenannt in Atlético Aviación, in Sachen Fußball nun als erster Vertreter der Hauptstadt, während Real Madrid zunächst keine staatlichen Fördermittel für einen Wiederaufbau erhielt. Daraufhin versuchte Bernabéu in den folgenden Monaten, den Kontakt zu ehemaligen Spielern, Direktoren und Vereinsmitgliedern wiederherzustellen und dem Klub somit wieder auf die Sprünge zu helfen. Im Jahr 1940 nahm er einen Posten als Funktionär im Finanzministerium an und heiratete seine Lebensgefährtin María Valenciano; die Ehe blieb kinderlos. Als es im Jahr 1943 zu Fanausschreitungen während eines Clásicos zwischen Madrid und dem FC Barcelona kam und die Präsidenten der beiden Vereine von der Regierung zum Rücktritt gezwungen wurden, wurde Santiago Bernabéu am 15. September 1943 zum neuen Klubpräsidenten von Real Madrid gewählt.
Bernabéus Ziele waren der Bau eines neuen Stadions sowie die Sanierung und Professionalisierung des Vereins. Im Juni 1944 erwarb der Klub ein an das alte Estadio de Chamartín angrenzende Grundstück, auf dem am 14. Dezember 1947 das Nuevo Estadio Chamartín eingeweiht wurde, welches damals 75.000 Zuschauern Platz bot. Bereits im Jahr 1955 wurde beschlossen, die Spielstätte in Estadio Santiago Bernabéu umzubenennen. Darüber hinaus prägte Bernabéu in der Folge die künftige operative Struktur von Sportvereinen, indem er sämtliche Klubebenen reorganisierte, jeder Abteilung ein unabhängiges fachspezifisches Team voranstellte und ambitionierte Visionäre wie Raimundo Saporta einstellte.
Damit sich sportliche Erfolge einstellten, unternahm Bernabéu eine ambitionierte Transferpolitik, deren Höhepunkt die Verpflichtung von Alfredo Di Stéfano darstellte. Unter seiner Präsidentschaft trugen einige der größten Vereinslegenden das weiße Klubtrikot, darunter Luis Molowny, Miguel Muñoz, Francisco Gento, Héctor Rial, José Santamaría, Raymond Kopa, Ferenc Puskás, Amancio Amaro, Pirri, Günter Netzer, Juanito und Vicente del Bosque. So feierte Real Madrid in den 35 Jahren von Bernabéus Präsidentschaft zahlreiche Erfolge und wurde weltberühmt. Neben 16 nationalen Meistertiteln, sechs Erfolgen im spanischen Pokal und dem Gewinn des Weltpokals trugen insbesondere die fünf aufeinanderfolgenden Triumphe im neu eingeführten Europapokal der Landesmeister (1956–1960) zu jenem Mythos bei, der die gesamte Zukunft des Vereins prägte.
In den letzten Jahren seines Lebens blieb Bernabéu Präsident des Vereins, bat jedoch den Vorstand, aus gesundheitlichen Gründen nach einem Vertreter für seine Arbeit zu suchen. Im Jahr 1977 musste sich Bernabéu mehreren Operationen unterziehen, die erfolgreich verliefen. Bald darauf wurde jedoch ein Krebsleiden bei ihm festgestellt, dem er im Juni 1978 erlag.
Aufgrund seiner Arbeit für den Fußball wurde Santiago Bernabéu im Jahr 2002 posthum der FIFA-Verdienstorden verliehen.

## Sonstiges
Zu Ehren des ehemaligen Präsidenten trägt Real Madrid seit 1979 jeden Sommer ein nach ihm benanntes Fußballturnier aus, die Trofeo Santiago Bernabéu.